# Gijjora Joseftal
Gijjora Joseftal (hebr. גיורא יוספטל, ang. Giora Yoseftal, ur. 9 sierpnia 1912 w Norymberdze, zm. 23 sierpnia 1962) – izraelski ekonomista, prawnik i polityk, w latach 1959–1961 minister pracy, w latach 1961–1962 minister budownictwa oraz minister rozwoju, w latach 1959–1962 poseł do Knesetu z listy Mapai.

## Życiorys
Urodził się 9 sierpnia 1912 w Norymberdze. W Niemczech ukończył szkołę średnią, następnie studiował prawo i ekonomię na Uniwersytecie Ruprechta i Karola w Heidelbergu, Uniwersytecie Fryderyka Wilhelma w Berlinie oraz Uniwersytecie Ludwika i Maksymiliana w Monachium. Na Uniwersytecie Bazylejskim uzyskał doktorat nauk prawnych. Od 1932 działał w młodzieżowej organizacji syjonistycznej Habonim, a od 1936 był sekretarzem generalnym ruchu He-Chaluc w Niemczech.
W 1938 wyemigrował do Palestyny stanowiącej wówczas brytyjski mandat. Zamieszkał i pracował w kibucu Galed. W 1943 zaciągnął się do Armii Brytyjskiej. Od 1945 pracował w Agencji Żydowskiej, w latach 1947–1952 był dyrektorem departamentu imigracji i członkiem zarządu Agencji, a następnie jej skarbnikiem. W latach 1956–1959 był sekretarzem generalnym Mapai.

Dziewiąty rząd Izraela: Gijjora Joseftal – trzeci od lewej

W wyborach parlamentarnych w 1959 po raz pierwszy dostał się do izraelskiego parlamentu. 17 grudnia 1959 został powołany w skład siódmego rządu Dawida Ben Guriona jako minister pracy. W 1961 uzyskał reelekcję, a 2 listopada w kolejnym rządzie Ben Guriona objął kierownictwo dwóch resortów – Ministerstwa Rozwoju oraz nowo utworzonego Ministerstwa Budownictwa. Zmarł 23 sierpnia 1962. Po jego śmierci mandat poselski objęła po nim Channa Lamdan, a oba resorty przejął Josef Almogi.

## Życie prywatne

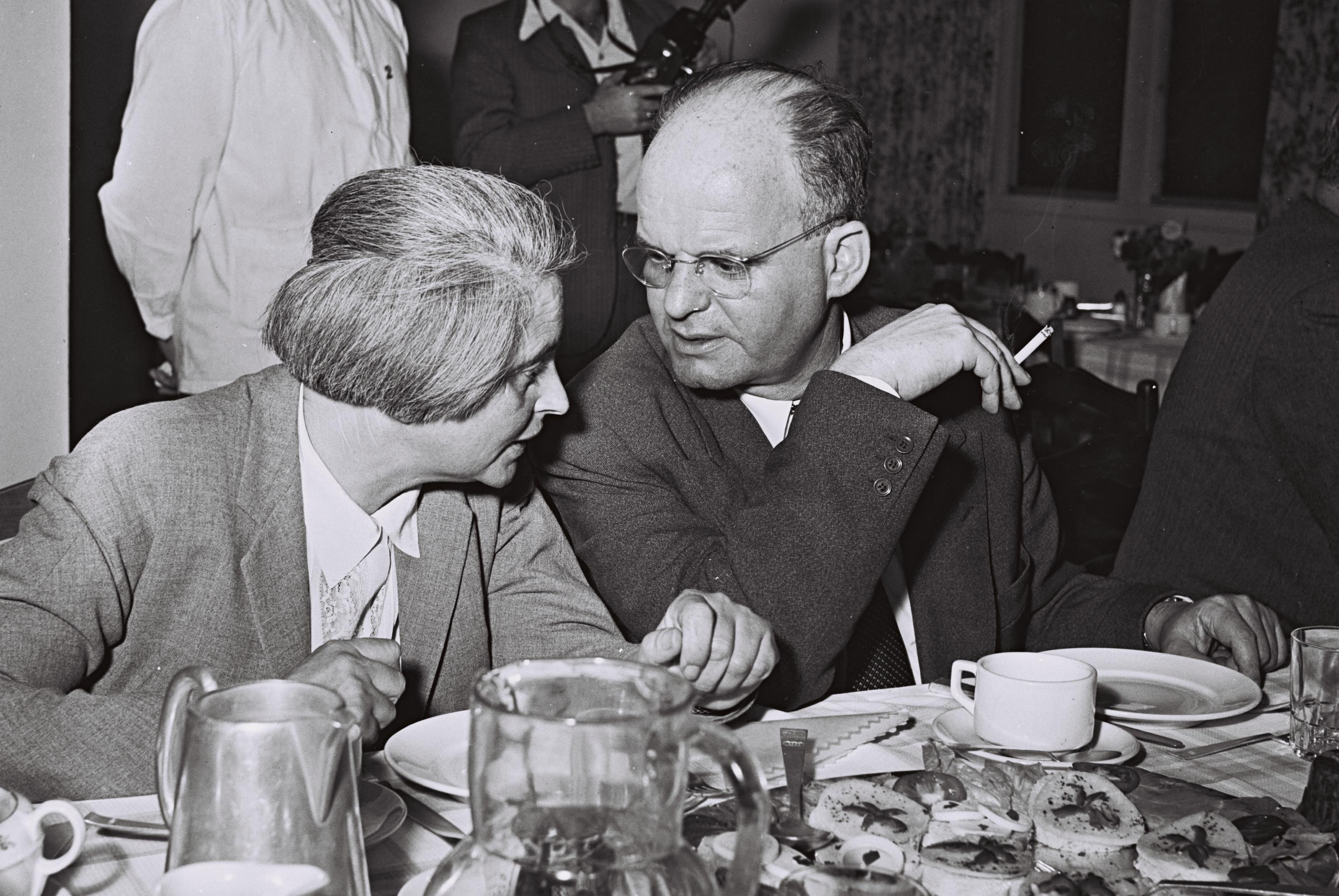
Senetta i Gijjora Joseftalowie w 1954

Był żonaty z Senettą (1912–2007), również politykiem Mapai, posłanką do Knesetu III i VIII kadencji.

## Upamiętnienie

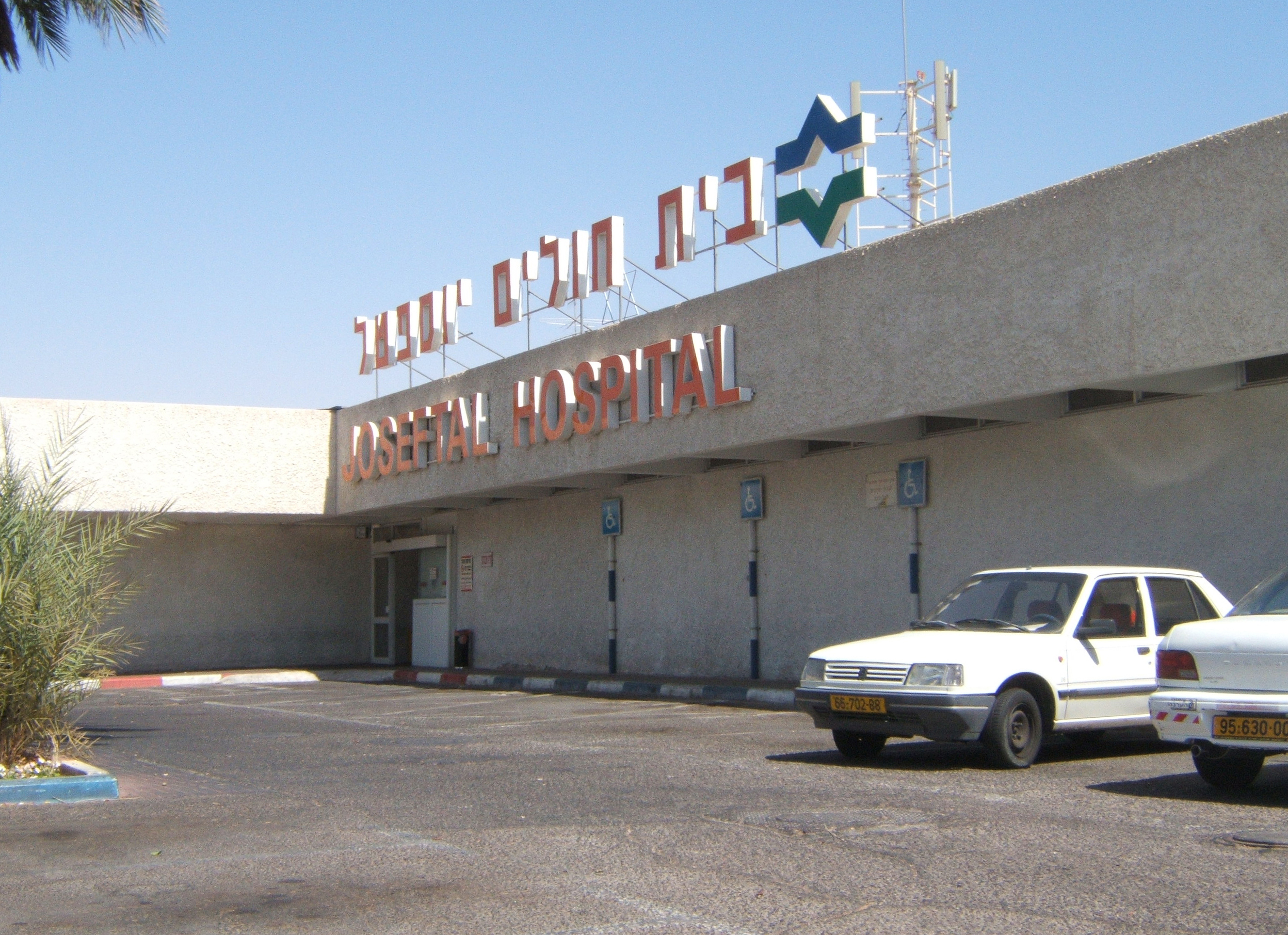
Szpital Joseftal w Ejlacie

W Ejlacie znajduje się szpital jego imienia.
W latach sześćdziesiątych XX wieku ukazały się trzy biografie Gijjory Joseftala: w 1963 – zbiór pism, przemówień, dzienników i listów pod redakcją Szaloma Wurma (w języku hebrajskim); w 1966 – wydana po angielsku The Responsible Attitude – Life and Opinions of Giora Josephtal, której autorami byli Wurm i Ben Halpernowie; a w 1967 wydana po hebrajsku książka Heziego Lupbena.